# Characidium lagosantense
Characidium lagosantense és una espècie de peix de la família dels crenúquids i de l'ordre dels caraciformes.

## Morfologia
- Els mascles poden assolir 4,1 cm de llargària total.[6]

## Hàbitat
Viu en zones de clima tropical.

## Distribució geogràfica
Es troba a Sud-amèrica: riu Das Velhas a la conca del riu São Francisco al Brasil.